# Hyperkeratos
Hyperkeratos är alla kliniska tillstånd av lokala, abnorma förhårdnader och förtjockningar i överhuden, stratum corneum, epidermis yttersta lager, vilket oftast beror på abnormaliteter i keratinet. Hyperkeratos kan vara symptom på flera bakomliggande sjukdomar eller vara medfött och ärftligt.
Hyperkeratos kan ingå som symptom på vissa hudsjukdomar som eksem (hyperkeratotiskt eksem i handflator och på fotsulor),  psoriasis, liktornar, pretibialt myxödem, med mera. Hyperkeratos kan vara mekaniskt utlöst, det vill säga bero på tryck, och ses då oftast på fotsulorna. Sjukdomar som kan yttra sig i hyperkeratos innefattar hypotyreos, zinkbrist, undernäring, syfilis och maligna sjukdomar. Det kan uppstå som biverkning av läkemedel (till exempel Lithium och Veraphamil). Om hyperkeratosen är hyperpigmenterad kan det vara Acanthosis nigricans.
Behandlingen av hyperkeratos beror på orsaken.